# The Wailer 3
The Wailer 3 (en español "La Llorona 3") es la precuela de The Wailer y The Wailer 2 . Creada en el año 2012, nuevamente se trata de la leyenda mexicana de "La Llorona".
La trama se desarrolla antes de los hechos de las primeras dos películas. Esta vez la encargada de interpretar a La Llorona fue Kristina Korsholm. Contó con el protagonismo de Josh Delozier, Nicole Simpson, y Maria pallas.  

## Sinopsis
Vuelve la leyenda de la mujer que atrapa a los niños al anochecer. Daniel y Alicia llevan a sus dos hijos a la casa de la madre de Alicia después de la trágica y extraña muerte del padre de Alicia. Mientras Alicia deja a sus dos hijos durmiendo su hija siente algo extraño, Daniel y Alicia corren a ver que pasa pero realmente lo único que encuentran en el cuarto es una tortuga merodeando. Al día siguiente Alicia encuentra sangre fresca en el suelo y se preocupa mucho y piensa en su madre que murió en el mismo lugar (la piscina donde murió su padres). 
Al día siguiente una fuerte tormenta azota el vecindario mientras Daniel está fuera de su casa y al momento de regresar encuentra en la piscina a su esposa muerta. Daniel se lanza para ayudarla pero en ese instante tiene un accidente que le inmoviliza parte de su cuerpo. Tiempo más tarde, Daniel es ayudado por África, una mujer que se dedica a motivarlo a seguir adelante y que se encarga de las cosas de su casa. Tiempo más tarde, Daniel ve unas burbujas salir de la piscina de la casa y le pide a África que lo acerque casi a la orilla para ver qué sucede, pero ella no se atreve ya que podría caer. Daniel intenta acercarse por su propia cuenta pero África se lo impide ya que teme que eso le empeore su situación, pero este insiste y días después se lanza al agua para averiguar qué pasa y poco después es examinado por el médico. 
Daniel recurre a un hombre que al parecer sabe lo que está sucediendo con las muertes sin resolver y con los niños desaparecidos, pero no obtiene respuestas. Daniel se deprime por la desaparición de sus hijos pero lo impulsa hacia adelante y vuelve a caminar con la ayuda de su amiga África que una noche se va y lo deja solo. Este escucha ruidos extraños y entra por un túnel que, al parecer, se encontraba en la pared, el cual lo conduce al baño donde trata de escapar de la casa pero por si discapacidad no lo puede hacer. Luego Daniel sinte una fuerza maligna de un espíritu maldito que aparece de la tina a atacarlo pero no puede escapar ya que La Llorona lo detiene. Daniel es auxiliado por aquel hombre a quien recurrió antes y lo lleva aun hospital donde lo ayudan y examinan. Poco después este hombre lo ayuda y le cuenta que desde hace mucho tiempo hay un espíritu maligno que hace muchos años mató a sus hijos por celos a su esposo, quien no le prestaba atención por pasar tiempo con sus niños, y que merodea el vecindario raptando y desapareciendo a los niños, Daniel trata de detener el mal pero es arrastrado al agua y atacado por La llorona. Al día siguiente Daniel decide irse y dejar la propiedad pero al final la maldad no se detiene y sigue acabando con todo aquel que se cruce en su camino.

## Reparto
| Actor                  | Rol                                  |
| ---------------------- | ------------------------------------ |
| Josh Delozier          | Daniel                               |
| Maria Pallas           | Alicia                               |
| Christian Anderson     | Oscar                                |
| Ellalyn Haile          | Emily                                |
| Ty haile               | Jonas                                |
| Nicole Simpson         | África                               |
| Reece Haile            | Oficial de la Policía de los Ángeles |
| Rhonda Pell            | La Abuela                            |
| Kristina korsholm      | La Llorona                           |
| Steven T. Barlett      | Doctor del hospital                  |
| Nathaniel Beton        | Paramedico 1                         |
| Dale Champion          | Asistente de Parker                  |
| Nathan Fairhurst       | Paramedico 2                         |
| Karina Gómez           | Chica de Negro                       |
| Pablo Rodríguez        | Hombre de Negro                      |
| Lamar Oke Jr.          | Conductor de taxi 1                  |
| Ricky Pérez            | Conductor de Taxi 2                  |
| Javier Barbera         | Conductor de Taxi 3                  |
| Kris Holmes            | Enfermera del Hospital               |
| Princes                | Tortuga                              |
| Reece Haile            | Oficial en casa                      |
| Ursula López           | Mano sangrienta de espíritu maligno  |
| Allen Moffat           | Teniente Parker                      |
| Wilfredo Alex Palacios | (efectos especiales)                 |
| Marcus Stewart         | Oficial en Baricade                  |

## Curiosidades
- The Wailer 3 se trata de un nuevo comienzo y de una historia diferente basada en la mismo personaje de las otras dos entregas de The Wailer, la película no es una continuación de las anteriores ni el personaje principal de la llorona está relacionado con el personaje de Julie MacBride ya que este personaje comenzaría a tener unión con la llorona si la película estuviera basada después de las primeras dos entregas.
- La película tiene unión con The Wailer Y The Wailer 2 ya que es una precuela, pero tiene un ciclo diferente ya que se trata de lo que pasó mucho antes de los echos de las primeras películas anteriores. La llorona a qui aparece al final de la película donde se descubre que la familia de Daniel es descendencia de ella y empieza la lucha entre el bien y el mal.